# Mistrovství světa juniorů v ledním hokeji 1999
Mistrovství světa juniorů v ledním hokeji 1999 se konalo v Kanadě. Turnaj vyhrálo Rusko.

## Stadiony
| Winnipeg                                  | Brandon                                  | Selkirk                                             | Portage la Prairie                                | Teulon                                                  | Morden                        |
| ----------------------------------------- | ---------------------------------------- | --------------------------------------------------- | ------------------------------------------------- | ------------------------------------------------------- | ----------------------------- |
| Winnipeg Arena Kapacita: 13 767 14 zápasů | KeyStone Centre Kapacita: 6 014 8 zápasů | Selkirk Recreation Complex Kapacita: 2 571 5 zápasů | Portage Centennial Arena Kapacita: 1 320 3 zápasy | Teulon Rockwood Arena Kapacita: 1000 Švédsko-Kazachstán | Kapacita: nezjištěna 2 zápasy |
| Fotografie není k dispozici               |                                          | Fotografie není k dispozici                         | Fotografie není k dispozici                       | Fotografie není k dispozici                             | Fotografie není k dispozici   |

## Základní skupiny

### Skupina A
| Tým          | Z | V | P | R | VG | OG | B |
| ------------ | - | - | - | - | -- | -- | - |
| 1. Slovensko | 4 | 3 | 0 | 1 | 10 | 7  | 7 |
| 2. Kanada    | 4 | 2 | 1 | 1 | 10 | 9  | 5 |
| 3. Finsko    | 4 | 2 | 2 | 0 | 17 | 16 | 4 |
| 4. Česko     | 4 | 1 | 3 | 0 | 11 | 12 | 2 |
| 5. USA       | 4 | 1 | 3 | 0 | 13 | 17 | 2 |

| 26. prosince 1998 | Slovensko | 3 – 2 | Česko | Brandon |  |

| 26. prosince 1998 | Finsko | 6 – 3 | USA | Winnipeg |  |

| 27. prosince 1998 | Slovensko | 0 – 0 | Kanada | Brandon |  |

| 28. prosince 1998 | Kanada | 6 – 4 | Finsko | Winnipeg |  |

| 28. prosince 1998 | Česko | 6 – 3 | USA | Brandon |  |

| 29. prosince 1998 | Slovensko | 4 – 3 | Finsko | Winnipeg |  |

| 30. prosince 1998 | Kanada | 2 – 0 | Česko | Winnipeg |  |

| 30. prosince 1998 | Slovensko | 3 – 2 | USA | Selkirk |  |

| 31. prosince 1998 | USA | 5 – 2 | Kanada | Winnipeg |  |

| 31. prosince 1998 | Finsko | 4 – 3 | Česko | Selkirk |  |

### Skupina B
| Tým           | Z | V | P | R | VG | OG | B |
| ------------- | - | - | - | - | -- | -- | - |
| 1. Švédsko    | 4 | 4 | 0 | 0 | 25 | 11 | 8 |
| 2. Rusko      | 4 | 3 | 1 | 0 | 25 | 4  | 6 |
| 3. Kazachstán | 4 | 1 | 2 | 1 | 9  | 20 | 3 |
| 4. Švýcarsko  | 4 | 1 | 3 | 0 | 5  | 17 | 2 |
| 5. Bělorusko  | 4 | 0 | 3 | 1 | 9  | 21 | 1 |

| 26. prosince 1998 | Švédsko | 4 – 2 | Rusko | Winnipeg |  |

| 26. prosince 1998 | Švýcarsko | 4 – 3 | Bělorusko | Selkirk |  |

| 27. prosince 1998 | Kazachstán | 2 – 2 | Bělorusko | Portage la Prairie |  |

| 28. prosince 1998 | Švédsko | 5 – 1 | Švýcarsko | Winnipeg |  |

| 28. prosince 1998 | Rusko | 7 – 0 | Kazachstán | Portage la Prairie |  |

| 29. prosince 1998 | Rusko | 10 – 0 | Bělorusko | Brandon |  |

| 30. prosince 1998 | Kazachstán | 3 – 0 | Švýcarsko | Brandon |  |

| 30. prosince 1998 | Švédsko | 5 – 4 | Bělorusko | Morden |  |

| 31. prosince 1998 | Rusko | 6 – 0 | Švýcarsko | Brandon |  |

| 31. prosince 1998 | Švédsko | 11 – 4 | Kazachstán | Teulon |  |

## O udržení
| Tým           | Z | V | P | R | VG | OG | B |
| ------------- | - | - | - | - | -- | -- | - |
| 7. Česko      | 3 | 3 | 0 | 0 | 21 | 9  | 6 |
| 8. USA        | 3 | 2 | 1 | 0 | 15 | 12 | 4 |
| 9. Švýcarsko  | 3 | 1 | 2 | 0 | 12 | 13 | 2 |
| 10. Bělorusko | 3 | 0 | 3 | 0 | 7  | 21 | 0 |

- První dva zápasy z utkání uvedených níže se započítávaly ze základní skupiny.

| 26. prosince 1998 | Švýcarsko | 4 – 3 | Bělorusko | Selkirk |  |

| 28. prosince 1998 | Česko | 6 – 3 | USA | Brandon |  |

| 3. ledna 1999 | Česko | 10 – 2 | Bělorusko | Winnipeg |  |

| 3. ledna 1999 | USA | 5 – 4 | Švýcarsko | Portage la Prairie |  |

| 4. ledna 1999 | Česko | 5 – 4 | Švýcarsko | Morden |  |

| 4. ledna 1999 | USA | 7 – 2 | Bělorusko | Selkirk |  |

## Play off

### Čtvrtfinále
| 2. ledna 1999 | Kanada | 12 – 2 (3–0, 5–0, 4–2) | Kazachstán | Winnipeg |  |

| 2. ledna 1999 | Rusko | 3 – 2 P (1–0, 0–2, 1–0, 1-0) | Finsko | Winnipeg |  |

### Semifinále
| 4. ledna 1999 | Kanada | 6 – 1 (1–1, 2–0, 3–0) | Švédsko | Winnipeg |  |

| 4. ledna 1999 | Rusko | 3 – 2 (2–0, 1–2, 0–0) | Slovensko | Winnipeg |  |

### O 5. místo
| 4. ledna 1999 | Finsko | 6 – 1 (2–1, 2–0, 2–0,) | Kazachstán | Brandon |  |

### O 3. místo
| 5. ledna 1999 | Slovensko | 5 – 4 (2–0, 1–3, 2–1) | Švédsko | Winnipeg |  |

### Finále
| 5. ledna 1999 | Rusko | 3 – 2 P (1–0, 1–1, 0–1, 1-0) | Kanada | Winnipeg |  |

## Statistiky

### Tabulka produktivity
| Poř. | Hráč               | Stát    | Z | G | A | B  | +/− | TM |
| ---- | ------------------ | ------- | - | - | - | -- | --- | -- |
| 1    | Brian Gionta       | USA     | 6 | 6 | 5 | 11 | -1  | 6  |
| 2    | Daniel Tkaczuk     | Kanada  | 7 | 6 | 4 | 10 | +1  | 10 |
| 3    | Daniel Sedin       | Švédsko | 6 | 5 | 5 | 10 | +6  | 2  |
| 4    | Scott Gomez        | USA     | 6 | 3 | 7 | 10 | +2  | 4  |
| 5    | Henrik Sedin       | Švédsko | 6 | 3 | 6 | 9  | +7  | 10 |
| 6    | Tomáš Divíšek      | Česko   | 6 | 2 | 7 | 9  | +2  | 6  |
| 7    | Simon Gagné        | Kanada  | 7 | 7 | 1 | 8  | +9  | 2  |
| 8    | Eero Somervuori    | Finsko  | 6 | 4 | 4 | 8  | 0   | 2  |
| 9    | Christian Berglund | Švédsko | 6 | 4 | 4 | 8  | +5  | 33 |
| 10   | Niklas Hagman      | Finsko  | 6 | 3 | 5 | 8  | +3  | 2  |

### Úspěšnost brankářů
(odchytáno minimálně 40% minut svého týmu)
| Poř. | Hráč              | Země      | Min. | IG | Pr. G/Z | % úsp. zák. | Čistá konta |
| ---- | ----------------- | --------- | ---- | -- | ------- | ----------- | ----------- |
| 1    | Alexej Volkov     | Rusko     | 408  | 10 | 1,47    | 93,55       | 0           |
| 2    | Roberto Luongo    | Kanada    | 406  | 13 | 1,92    | 94,20       | 2           |
| 3    | Mika Lehto        | Finsko    | 207  | 8  | 2,32    | 93,28       | 0           |
| 4    | Ján Lašák         | Slovensko | 360  | 14 | 2,33    | 92,71       | 1           |
| 5    | Vlastimil Lakosil | Česko     | 359  | 18 | 3,01    | 90,77       | 0           |

### Turnajová ocenění
|                            | Brankář        | Obránce            | Obránce            | Útočníci       | Útočníci         | Útočníci       |
| -------------------------- | -------------- | ------------------ | ------------------ | -------------- | ---------------- | -------------- |
| Ceny direktoriátu IIHF     | Roberto Luongo | Vitalij Višněvskij | Vitalij Višněvskij | Maxim Afigenov | Maxim Afigenov   | Maxim Afigenov |
| All-Star Tým (podle médií) | Roberto Luongo | Brian Campbell     | Vitalij Višnevskij | Daniel Tkaczuk | Maxim Balmočnych | Brian Gionta   |

## Konečné pořadí
| Pořadí           | Tým        |
| ---------------- | ---------- |
| Zlatá medaile    | Rusko      |
| Stříbrná medaile | Kanada     |
| Bronzová medaile | Slovensko  |
| 4.               | Švédsko    |
| 5.               | Finsko     |
| 6.               | Kazachstán |
| 7.               | Česko      |
| 8.               | USA        |
| 9.               | Švýcarsko  |
| 10.              | Bělorusko  |

 Bělorusko sestoupilo do B-skupiny na Mistrovství světa juniorů v ledním hokeji 2000.

## Soupisky nejlepších mužstev
Rusko
Jurij Gerasimov, Alexej Volkov - Michail Donika, Konstantin Gusev, Dmitrij Kokorev, Artem Marians, Maxim Maslenikov, Kiril Safronov, Vitalij Višněvskij - Maxim Afinogenov, Děnis Archipov, Maxim Balmočnych, Artum Chubarev, Jurij Dobriškin, Dmitrij Kirilenko, Roman Ljašenko, Andrej Nikitěnko, Alex Rjazancev, Petr Šastlivij, Denis Švidkij, Asergej Verenikin, Alexandr Zevakin. 
Trenéři: Gennadij Cygurov a Valentin Gurejev
  Kanada
Brian Finley, Roberto Luongo – Bryan Allen, Brian Campbell, Andrew Ference, Brad Ference, Robyn Regehr, Brad Stuart, Mike Van Ryn – Blair Betts, Tyler Bouck, Kyle Calder, Jason Chimera, Harold Druken, Rico Fata, Simon Gagné, Brad Leeb, Adam Mair, Kent McDonell, Brenden Morrow, Daniel Tkaczuk, Jason Ward
Trenéři:
  Slovensko
Karol Križan, Ján Lašák - Martin Bartek, Martin Čakajík, Ladislav Harabin, Branislav Mezei, Tomáš Nádašdi, Peter Podhradský, Marek Priechodský, Juraj Slovák, Peter Smrek - Zoltán Bátovský, Martin Cibák, Marián Gáborík, Michal Hudec, Martin Hujsa, Michal Košík, Roman Maczoszek, Ladislav Nagy, Lubomír Pištěk, Peter Sejna, Miroslav Zálešák.
Trenéři: Ján Filc, Miroslav Kimijan

## Nižší skupiny

### B skupina
Šampionát B skupiny se odehrál v Maďarsku ve městech Székesfehérvár a Dunaújváros, postup na MSJ 2000 si vybojovala Ukrajina, naopak sestoupilo domácí Maďarsko.
1. Ukrajina
2. Polsko
3. Dánsko
4. Německo
5. Lotyšsko
6. Norsko
7. Francie
8. Maďarsko

### C skupina
Šampionát C skupiny se odehrál v Litvě ve městech Kaunas a Elektrenai, postup do B skupiny na MSJ 2000 si vybojovala Itálie, naopak sestoupilo Chorvatsko.
1. Itálie
2. Japonsko
3. Slovinsko
4. Rakousko
5. Estonsko
6. Litva
7. Velká Británie
8. Chorvatsko

### D skupina
Šampionát D skupiny se odehrál v Novém Sadu v Jugoslávii, postup do C skupiny na MSJ 2000 si vybojovali domácí.
1. Jugoslávie
2. Nizozemsko
3. Rumunsko
4. Španělsko
5. Mexiko
6. JAR
7. Bulharsko
8. Turecko